# Chambourg-sur-Indre
Chambourg-sur-Indre is een gemeente in het Franse departement Indre-et-Loire (regio Centre-Val de Loire). De plaats maakt deel uit van het arrondissement Loches. Chambourg-sur-Indre telde op 1 januari 2022 1.235 inwoners.

## Geografie
De oppervlakte van Chambourg-sur-Indre bedroeg op 1 januari 2022 28,39 vierkante kilometer; de bevolkingsdichtheid was toen 43,5 inwoners per km².

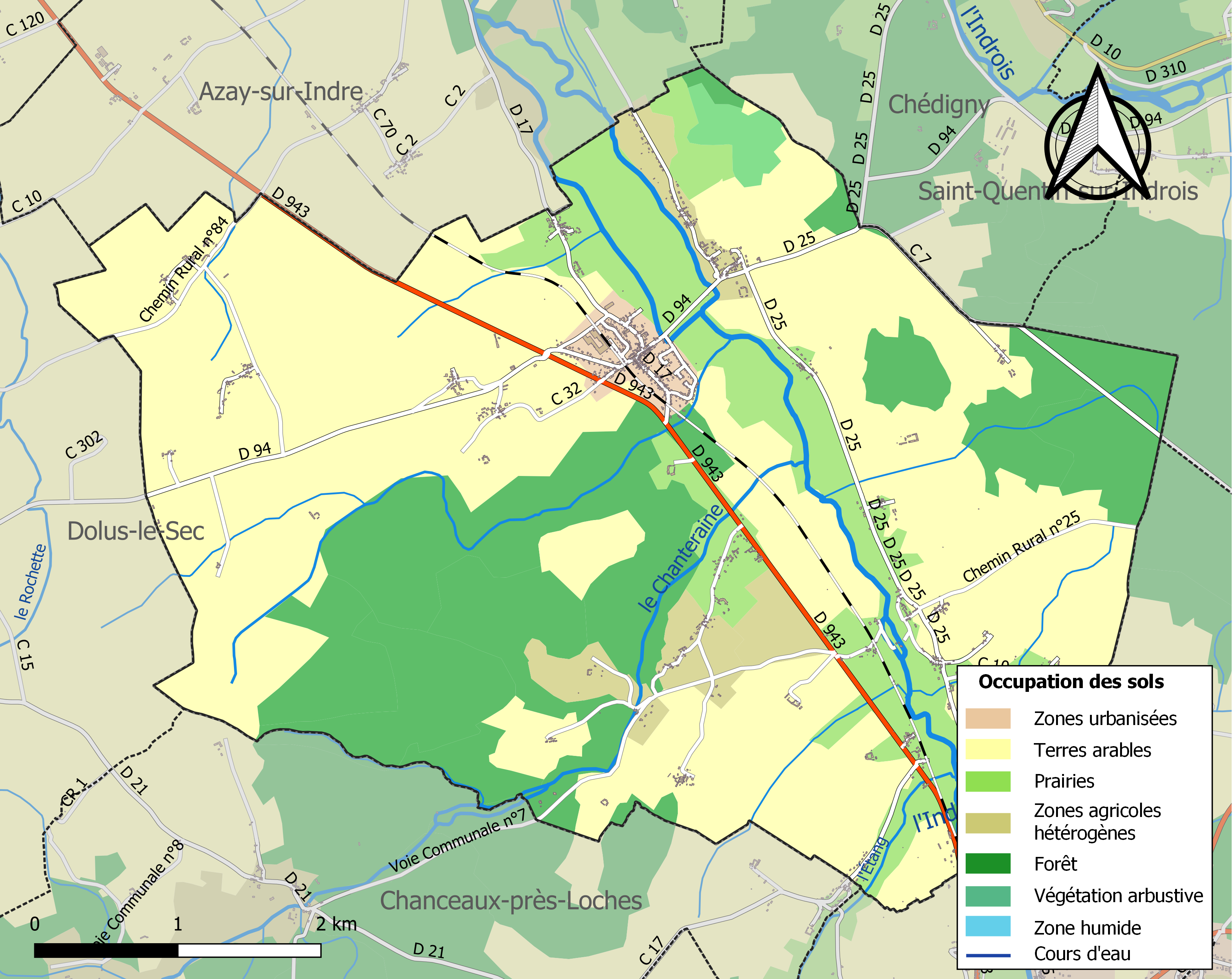
Kaart van de gemeente met belangrijkste infrastructuur, bodemgebruik en omliggende gemeenten

## Demografie
Onderstaande figuur toont het verloop van het inwonertal (bron: INSEE-tellingen).